# Stadtlengsfeld
Stadtlengsfeld – część gminy (Ortsteil) Dermbach w Niemczech, w kraju związkowym Turyngia, w powiecie Wartburg. Od 31 grudnia 2013 do 31 grudnia 2018 jako miasto wchodziło w skład wspólnoty administracyjnej Dermbach. Od 1889 roku znajduje się tutaj manufaktura porcelany "Porzellanfabrik Stadtlengsfeld", w latach 1930-1949 używała też nazwy "Felda-Porzellan".

## Współpraca
Miejscowość partnerska:
- Großenlüder, Hesja